# Saki Kumagai
Saki Kumagai (japonès: 熊谷紗希)  (Sapporo, 17 d'octubre de 1990) és una defensa o migcampista defensiva de futbol internacional pel Japó que juga al Bayern Múnic. Ha guanyat un Mundial amb la selecció marcant el penal decisiu en la final. A nivell de club ha guanyat set títols de lliga i cinc Lligues de Campions amb l'Olympique Lyonnais.

## Trajectòria
| Temporades     | Club               | P   | G  | Actualitzat |
| -------------- | ------------------ | --- | -- | ----------- |
| 2006 - 2008    | Tokiwaki Gakuen    |     |    |             |
| 2009 - 2011    | Urawa Red Diamonds | 44  | 08 |             |
| 11/12 - 12/13  | 1.FFC Frankfurt    | 38  | 02 |             |
| 13/14 - 20/21  | Olympique Lyonnais | 240 | 43 |             |
| 21/22 - actual | Bayern Múnic       | 33  | 8  | 30/07/2022  |
|                |                    |     |    |             |
| 2008 - act.    | Selecció absoluta  | 81  | 0  | 22/07/2016  |

## Palmarès
| Títols — Seleccions nacionals            |  |  |  |  |     |  |  |  |
| 1 Mundial                                |  |  |  |  |     |  |  |  |
| 1 Jocs Asiàtics                          |  |  |  |  |     |  |  |  |
| 1 Copa de l'Est Asiàtic                  |  |  |  |  |     |  |  |  |
| 1 Copa Asiàtica sub-19                   |  |  |  |  |     |  |  |  |
| Títols — Clubs                           |  |  |  |  |     |  |  |  |
| 5 Lliga de Campions                      |  |  |  |  |     |  |  |  |
| 1 Lliga                                  |  |  |  |  |     |  |  |  |
| 7 Lligues                                |  |  |  |  |     |  |  |  |
| 6 Copes                                  |  |  |  |  |     |  |  |  |
| Reconeixements — Seleccions de jugadores |  |  |  |  |     |  |  |  |
| FIFA World Player                        |  |  |  |  | 07ª |  |  |  |